# Амрі Кіємба
Амрі Кіємба Рамадан (англ. Amri Kiemba Ramadhan; нар. 25 грудня 1986, Дар-ес-Салам, Танзанія) — танзанійський футболіст, півзахисник клубу «Стенд Юнайтед».

## Клубна кар'єра
Футбольну кар'єру розпочав у 2008 році в складі «Стенд Юнайтед», наступного року перейшов до СК «Сімба». У 2015 році виступав за «Азам», але по ходу сезону повернувся у «Стенд Юнайтед».

## Кар'єра в збірній
З 2012 року захищає кольори національної збірної Танзанії.

### Голи за збірну
| Гол | Дата           | Місце                                        | Суперник    | Рахунок | Результат | Змагання          |
| --- | -------------- | -------------------------------------------- | ----------- | ------- | --------- | ----------------- |
| 1.  | 3 грудня 2012  | Лугого стедіум, Кампала, Уганда              | Руанда      | 1–0     | 2–0       | Кубок КЕСАФА 2012 |
| 2.  | 8 червня 2013  | Стад де Марракеш, Марракеш, Марокко          | Марокко     | 1–2     | 1–2       | кв. ЧС 2014       |
| 3.  | 16 червня 2013 | Національний стадіон, Дар-ес-Салам, Танзанія | Кот-д'Івуар | 1–0     | 2–4       | кв. ЧС 2014       |
| 4.  | 27 липня 2013  | Мандела Нешинл Стедіум, Кампала, Уганда      | Уганда      | 1–1     | 1–3       | кв КАН 2014       |
| 5.  | 27 травня 2014 | Національний стадіон, Дар-ес-Салам, Танзанія | Малаві      | 1–0     | 1–0       | Товариський       |
| 6.  | 12 жовтня 2014 | Національний стадіон, Дар-ес-Салам, Танзанія | Бенін       | 2–0     | 4–1       | Товариський       |